# Wolfgang Wernsdorfer

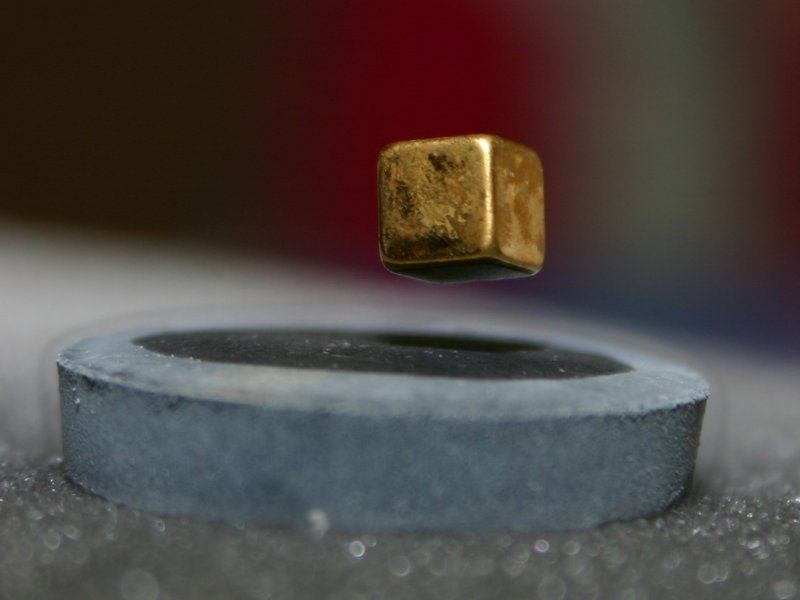
Physique du solide :
Un aimant lévitant au-dessus d'un supraconducteur

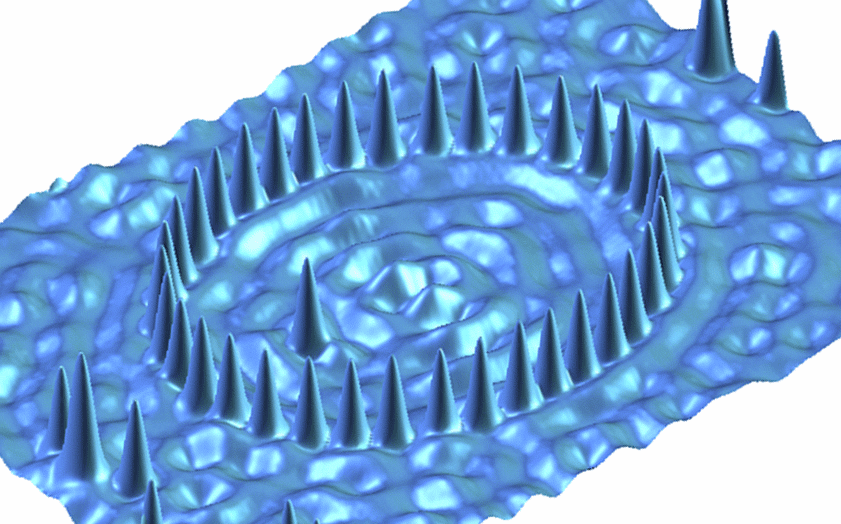
Mécanique quantique :
Atomes de Cobalt au dessus de cuivre vus avec un microscope à effet tunnel

Wolfgang Wernsdorfer  (né 1966 en Allemagne) est un physicien, chercheur en physique quantique.

## Biographie
D'abord électricien, Wernsdorfer fait des études supérieures à l'université de Wurtzbourg et l'École normale supérieure de Lyon. Il obtient en 1996 un doctorat de l'université Joseph-Fourier mené au laboratoire de magnétisme de Grenoble. Il obtient son habilitation à diriger les recherches (HDR) à l'université Joseph Fourier de Grenoble en 2002. En 2004, il est nommé directeur de recherche à l'Institut Néel de Grenoble. De 2016 à aujourd'hui il est professeur a l'Institut de technologie de  Karlsruhe en Allemagne.

## Inventions
Wolfgang Wernsdorfer a notamment développé le nano-SQUID, qui est la base du calculateur quantique. 

## Distinctions et récompenses
Wolfgang Wernsdorfer a reçu les distinctions suivantes :
- 1998 : Médaille de bronze du CNRS (distinction jeune chercheur) ;
- 2002 : « Wohlfarth Prize Lecture » pour ses études sur les nanoparticules magnétiques ;
- 2002 : Agilent Europhysics Prize ;
- 2006 : Olivier Kahn International Award, de l' European Institute of Molecular Magnetism[A 1] ;
- 2008 : Conseil européen de la Recherche - Advanced Grant pour ses travaux sur le thème de la spintronique moléculaire utilisant des aimants à une molécule ;
- 2012 : Prix Spécial de la Société Française de Physique ;
- 2012 : « Gutenberg Lecture Award », de l'Université de Mayence ;
- 2016 : Chaire Alexander von Humboldt  de la Fondation Alexander von Humboldt en 2016 ;
- 2016 : Médaille d'argent du CNRS.
- 2019 : Prix Hector.

## Annotations
1. ↑  European Research Council Advanced Grant